# 혈우병
혈우병(血友病, 영어: haemophilia, hemophilia)은 혈액을 응고해 주는 인자가 부족하여 피가 잘 멈추지 않는 병으로, 유전성 질환에 속한다. 자연적으로 피의 응고와 지혈이 되지 않게 되어 한 번 다쳤을 시 출혈이 심하며, 타박상·뇌출혈·혈관절증도 자주 생기게 된다.

## 종류
- 혈우병 A형: 혈액응고 8인자가 부족한 경우
- 혈우병 B형: 혈액응고 9인자가 부족한 경우
- 혈우병 C형: 혈액응고 11인자가 부족한 경우

이 중 대부분의 혈우병 증상은 A형과 B형으로, 혈우병 B형은 크리스마스 병으로 부르기도 한다.

## 유전
혈우병 A형과 B형의 유전자는 열성 유전이며, X 염색체에 존재한다. 따라서 이 유전병은 남성에게서 많이 발병하며, 여성의 경우는 보인자가 되거나 태아 상태로 사망하는 경우(열성 치사 유전)가 많다.
이와는 다르게, 혈우병 C형은 4번 염색체에 존재하며 발병 가능성은 성별과 관계 없다.

## 역사

### 유럽 왕족의 혈우병
영국 빅토리아 여왕이 낳은 딸 베아트리스와 앨리스를 통해 유럽의 왕가들로 혈우병 (나중에 혈우병 B형으로 판명)이 퍼져나갔다. 러시아 제국에서는 니콜라이 2세가 혈우병 보인자인 알렉산드라를 맞아 혈우병을 앓고 있는 장남 알렉세이를 낳게되어 이를 치료하기 위해 라스푸틴을 초청했는데, 시대착오적인 반동정치를 계속 펼쳐 국민들의 불만이 매우 높아졌고 결국 1917년 3월 8일(율리우스력으로 2월)에 2월 혁명이 일어나 니콜라이가 퇴위하기로 했다.
원래 니콜라이 2세는 자신의 아들 알렉세이에게 제위를 물려주려고 했으나, 어린 나이인데다 혈우병을 앓고 있는 알렉세이였기에 자신의 동생 미하일 로드지안코에게 제위를 양위하기로 결정했으나 국민들이 거세게 반발했다. 결국 니콜라이가 제위를 포기하고 군주제가 폐지되었으며, 이윽고 일어난 적백 내전이 진행되던 1918년 7월 어느 날 니콜라이와 그의 가족들은 유대인 출신의 스베들로프의 적군(赤軍)에 의해 예카테린부르크의 이파티에프 하우스에 감금되었고 바로 그날 총살형을 당하였다.

### 혈액오염
1985년 말까지 혈우병을 가진 많은 사람들은 HIV와 C형 간염의 위험을 제기하는 응고 인자 제품을 받았다. 제품을 만드는 데 사용된 혈장은 스크리닝 또는 테스트되지 않았으며, 대부분의 제품이 어떤 형태의 바이러스 비활성화에도 영향을 받지 않았다.
전 세계적으로 수 만명이 넘는 사람들이 미국에서, 3,500명의 영국인, 1,400명의 일본인, 700명의 캐나다인, 250명의 아일랜드인, 115명의 이라크인을 포함한 오염된 인자 제품의 결과로 에이즈에 감염되었다. 오염된 응고 인자 제품을 통한 감염은 바이러스 비활성화 방법이 주로 시행된 1986년까지 대부분 멈췄지만, 일부 제품은 1987년에도 여전히 위험한 것으로 나타났다.
대한민국도 한 국내 제약사가 1991년 초 B형 혈우병 치료제인 ‘혈액응고 제9인자’를 생산하면서 시작됐다. 1993년까지 이 주사제로 치료를 받은 국내 B형 혈우병 환자 120여명 가운데 15%인 18명이 무더기로 에이즈에 감염됐다. 에이즈에 감염된 혈우병 환자들이 제약사 상대로 오랫동안 소송을 진행한 결과, 사건발생 20년만인 2013년 대법원으로부터 조정에 합의했다.

## 치료, 대우 및 앞으로의 전망

### 현재 치료법
혈우병 환자는 혈액응고 인자 부족으로 인해 일어나는 병이므로, 평생 고가의 응고인자 제제를 사용해야 한다. 하지만, 이 조치 또한 혈우병의 증상을 완화시켜줄 뿐, 혈우병 완치법이라고는 할 수 없다.
A형 혈우병 환자에게는 VIII인자의 농축제를, B형 혈우병 환자에게는 IX인자의 농축제를 투여해 주는 것으로 치료가 가능하다. 문제는 일부 A형 혈우병 환자의 경우 VIII인자를 계속 투여하면 여기에 대한 항체가 생기기 때문에 농축제가 더 이상 효과를 발휘하지 못하는 경우가 있다.
한국혈우재단 관계자는 “최근 몇 년간 억대 고액 치료비가 나온 혈우병 환자들의 대부분은 바로 이같은 항체 형성으로 인해 고가의 혈장분획제제 또는 유전자재조합제제를 다량 투여해야 하는 경우”라고 설명했다.
실제로 혈우병 환자는 내부 혹은 외부에 발생한 치료를 발생한 출혈을 막기 위해 "노보세븐" 혹은 "훼이바"라는 농축제를 많게는 하루에 3000번까지 투여해야 하는데, 치료비의 대부분이 이 약값이라는 게 병원측의 설명이다.
현재 혈우병 환자치료에 쓰이는 약은 혈장분획제제와 유전자재조합제제로 나뉜다. 전통적인 혈우병 치료제인 혈장분획제제는 혈액 성분의 일종인 혈장에서 필요한 성분만을 물리·화학적인 방법에 의해 고순도로 분리한 의약품이다.
그러나 한 명이 쓸 혈장분획제제를 만드는데 수천명의 혈장이 필요하기 때문에 1회(1500단위) 투여시 가격이 80만~100만원에 달한다.
유전자재조합제제는 값은 더 비싸지만 혈액제제보다 감염 우려 등 안전성이 뛰어나 환자들도 최근 선호하는 추세다.

### 병원에서의 대우
다행히도 국내 혈우병 환자들은 정부의 희귀난치성질환으로 분류돼 막대한 치료비의 대부분을 건강보험이나 국가, 지자체가 부담한다. 물론 선택진료비 등 비급여 항목은 제외된다.
그러나, 문제는 병원들이 혈우병 환자 치료를 꺼리고 있다는 것이다. 10억원이 넘는 치료비가 나온 한 케이스의 경우 건강보험심사평가원은 진료비 심사 결과 10억 2000만원의 청구액 중 2억 6000만원을 삭감했다. 보험적용 기준으로 정해놓은 약품 사용량을 초과했다는 게 그 이유다.
(한 대학병원은 막대한 비용을 들여 환자를 치료하고도 제대로 돌려받지 못하자 급기야 2004년 ‘혈우병 환자 치료 중단’을 선언했다. 하지만 뜻있는 일부 교수들의 의지로 지금까지 혈우병 환자 치료를 해오고 있고, 국내 혈우병 환자 중 수술의 경우 80~90%가 이 병원에서 이뤄지고 있는 것으로 알려졌다. 현 한국혈우재단 이사장도 이 대학병원 교수다.)
혈우병 환자의 진료가 꺼려지는 이유중 하나로는 의료비 삭감 외에도 워낙 고가약을 쓰다보니 수익은 적은데 매출만 부풀려져 심평원과 국세청의 표적이 된다는 점 또한 있다. 현 혈우재단 위원장도 “현 시스템 하에서는 혈우병 환자에 대한 의사들의 열정과 애정이 아니면 진료받기 힘들다”고 말할 만큼 혈우병 환자들의 입지는 좁다고 할 수 있다. 현재 국내에서 혈우병 환자를 치료하는 지정병원은 10곳이지만 이중 일부는 실제 환자 진료를 하지 않는 곳도 있다.

### 앞으로의 치료법
(CRISPR Cas9)을 이용한 치료법이 각광받고 있다. 최근 연구진은 혈우병 환자의 소변에서 세포를 채취하여 역분화 줄기세포(iPS cell)를 만들고 크리스퍼 유전자 가위를 활용하여 뒤집어진(잘못된) 유전자를 교정하여 정상으로 되돌리는데 성공했다. 비록, 아직은 동물 실험에 불과하지만 혈우병 생쥐에게 이식하여 관찰한 결과, 혈액 응고인자가 생성되어 출혈 증상이 현저히 개선됨을 확인하였다.
이를 통해 향후 유전자가 교정된 본인의 줄기세포를 세포치료제로 본인에게 이식한다면, 평생 혈액 응고 단백질을 투여해야 하는 금전적・육체적 부담을 덜어줄 수 있을 것으로 보인다. 더불어 전 세계적으로 연간 100억 달러 이상의 규모인 혈우병 치료제 대체효과도 기대할 수 있다.

## 나라별 현황

### 대한민국
대한민국의 혈우병 환자는 한국혈우재단(2015년 혈우병 백서)에 따르면 2,300명으로 나타나 있다. 혈우병 환자와 가족들은 한국코헴회(환우회)를 통해 정기 월례회를 갖고 있으며 단체에서 정보를 얻고 있다. 인터넷으로는 혈우병 전문매체 헤모필리아라이프(언론)에서 국내외 혈우사회의 동향정보를 얻는다. 또한 세계혈우연맹 (WFH)는 전세계 140여 국가가 모인 혈우병 국제단체이며 2년에 1회씩 지역을 순회하며 최근 혈우병 치료동향 등을 교류한다. 국제행사가 열리게 되면 혈우병 전문의, 환자, 가족, 자원봉사자 등 약 1만명 정도의 규모가 된다.

## 같이 보기
- 응고병증
- 폰 빌레브란트 병